# Lapuyan
Lapuyan è una municipalità di quarta classe delle Filippine, situata nella Provincia di Zamboanga del Sur, nella regione della Penisola di Zamboanga.
Lapuyan è formata da 26 baranggay:
- Bulawan
- Carpoc
- Danganan
- Dansal
- Dumara
- Linokmadalum
- Luanan
- Lubusan
- Mahalingeb
- Mandeg
- Maralag
- Maruing
- Molum

- Pampang
- Pantad
- Pingalay
- Poblacion
- Salambuyan
- San Jose
- Sayog
- Tabon
- Talabab
- Tiguha
- Tininghalang
- Tipasan
- Tugaya